# Alfredas Vainauskas
Alfredas Vainauskas (Vilnius, 16 januari 1961) is een voormalig professioneel basketbalspeler en coach die uitkwam voor verschillende Europese teams.

## Carrière
Vainauskas begon zijn carrière bij Statyba Vilnius in 1978. In 1989 behaalde hij één derde plaats om het Landskampioenschap van de Sovjet-Unie. In 1989 ging hij spelen voor Baník Cígeľ Prievidza in Slowakije. Na twee jaar verhuisde hij naar Debreceni Vadkakasok in Hongarije. Na één jaar verhuisde hij naar BC Mlékárna Kunín in Tsjechië. Na twee jaar keerde hij terug bij Statyba Vilnius. In 1995 stopte hij met basketballen.
In 1995 werd hij assistent-coach bij Statyba. In 1997 veranderde de naam van de club in Lietuvos rytas Vilnius en bleef hij de club trouw tot 2002. In 2004 stapte hij over naam het vrouwenbasketbal. Hij was drie seizoenen coach van Lietuvos Telekomas. Hij won met Lietuvos drie keer het Landskampioenschap van Litouwen in 2005, 2006 en 2007. Hij was assistent-coach van Litouwen op het Europees kampioenschap basketbal vrouwen 2007. In 2008 werd hij assistent-coach bij Dinamo Koersk uit Rusland. In 2011 werd hij hoofdcoach van Dinamo. In 2012 won de club onder zijn leiding de EuroCup Women door in de finale Kayseri Kaski SK uit Turkije over twee wedstrijden te verslaan. De eerste wedstrijd verloor Dinamo met 55-69 en de tweede wedstrijd won Dinamo met 75-52. In 2013 werd hij ontslagen. In 2012 werd hij ook hoofdcoach van Rusland. Op het Europees kampioenschap basketbal vrouwen 2013 werden ze dertiende en werd hij ontslagen. In 2014 werd hij coach bij het vrouwenteam Utenos Utena in Litouwen. Met dit team werd hij Landskampioen van Litouwen in 2015.

## Erelijst
- Landskampioen Sovjet-Unie:
  - Derde: 1979

- Landskampioen Litouwen: 4 (coach)
  - Winnaar: 2005, 2006, 2007, 2015